# Lublin Północny
Lublin Północny – kolejowy przystanek osobowy w Lublinie przy ulicy Gospodarczej 1, w dzielnicy Tatary, w województwie lubelskim, położony przy linii kolejowej nr 7 i linii kolejowej nr 30.

## Ruch pasażerski[2]
| Rok  | Wymiana pasażerska na dobę |
| ---- | -------------------------- |
| 2017 | 200-299                    |
| 2018 | 200-299                    |
| 2019 | 300-499                    |
| 2020 | 200-299                    |
| 2021 | 200-299                    |
| 2022 | 300-499                    |
| 2023 | 300-499                    |

Zatrzymują się tu pociągi regionalne. Do 2020 roku zatrzymywały się tu pociągi dalekobieżne.

## Krótki opis
Na stacji zainstalowano semafory świetlne. Na dworcu znajdują się 2 perony.
- Peron 2 – obsługuje ruch pasażerski w kierunku Lublina Głównego, Dęblina.
- Peron 3 – obsługuje ruch pasażerski w kierunku Lubartowa, Parczewa, Radzynia Podlaskiego, Łukowa oraz Chełma, Zamościa, Bełżca i portu lotniczego Lublin.

## Historia

### Powstanie
Przystanek kolejowy Lublin Północ istniał od początku XX wieku. Znajdował się on około kilometra od obecnego budynku dworca na terenie Zadębia. Dworzec powstał w 1972. Zbudowano go, aby obsługiwał połączenia regionalne, w dużej mierze przeznaczony był jako stacja docelowa dla robotników z lubelskiej FSC. Stary przystanek zlikwidowano i kilometr od niego rozpoczęto budowę dworca.

### Czasy świetności
Z budynku dworca można było dostać się przejściem podziemnym bezpośrednio na teren zakładu. Na dworcu znajdowała się kawiarnia oraz bar szybkiej obsługi. W terminalu znajdowało się wiele zakładów i sklepów, a więc budynek pełnił rolę miejscowego centrum handlowego. Od 1976 pełnił rolę także dworca autobusowego. W 1978r. powstało tu także Dzielnicowe Centrum Obsługi Turystycznej PTTK oferujące bilety również na połączenia międzynarodowe, bilety LOT-u oraz wycieczki.

### Upadek
W latach 90. XX wieku wiele połączeń zostało zawieszonych, a sam dworzec zamknięty. Autobusy PKS przestały odjeżdżać stąd 1 września 1991r.
Dworzec ponownie otwarto, jednak nie został odnowiony. Na 1 piętrze budynku znajdował się sklep meblowy oraz kantor.
W latach 2012–2013 nastąpił remont peronów oraz przejścia podziemnego. Peron 1 zasypano, tworząc wygodne przejście naziemne. Sam budynek nie został odnowiony. W latach 10. XXI wieku budynek został ponownie zamknięty. Jest w opłakanym stanie. Okna w budynku zostały powybijane przez miejscowych wandali, a w hallu koczują bezdomni. Budynek nie został ujęty w Programie Dworcowych Inwestycji na lata 2016-2023.